# Jeremiah Owusu-Koramoah
Jeremiah Owusu-Koramoah (geboren am 4. November 1999 in Hampton, Virginia) ist ein US-amerikanischer American-Football-Spieler auf der Position des Linebackers. Er spielt für die Cleveland Browns in der National Football League. Zuvor spielte er College Football für Notre Dame und wurde von den Cleveland Browns in der zweiten Runde im NFL Draft 2021 ausgewählt.

## Frühe Jahre
Owusu-Koramoah wuchs in Hampton, Virginia auf und besuchte dort die Bethel High School. Er wurde als Drei-Sterne-Rekrut ausgezeichnet und legte sich ursprünglich fest für die Virginia Cavaliers College Football zu spielen, jedoch entschied er sich dann für Notre Dame Fighting Irish der University of Notre Dame.

## College
Owusu-Koramoah verbrachte die erste Saison im Scouting Team und nahm in keinem Spiel teil. 2018 verpasste er fast die komplette Saison, nachdem er sich eine Fußverletzung im Training nach zwei Spielen zuzog. Er ging als Starter in seine dritte Saison und konnte dort überzeugen. Owusu-Koramoah erzielte 80 Tackles und 5,5 Sacks, ebenfalls konnte er zwei Fumbles verursachen und vier Pässe verhindern. In der Saison 2020 konnte er abermals überzeugen. So gewann er den Butkus Award als den besten Linebacker des Landes, außerdem wurde er zum Unanimous All-American, in das First-Team All-ACC und zum ACC Defensive Player of the Year gewählt.

## NFL
Owusu-Koramoah wurde von den Cleveland Browns mit dem 52. Pick in der zweiten Runde im NFL Draft 2021 ausgewählt. Am 4. Juni 2021 unterschrieb er einen Vierjahresvertrag über 6,5 Millionen US-Dollar. Vor dem Start des Training Camps wurde er auf die Reserve/COVID-19 Liste gesetzt und von dieser am 3. August 2021 wieder aktiviert.
Er machte sein NFL-Debüt beim Spiel gegen die Kansas City Chiefs in Woche 1, welches die Browns jedoch mit 29-33 verloren. In Woche 3 konnte er im Spiel gegen die Chicago Bears seinen ersten Sack erzielen. In Woche 6 zog er sich bei der 14:37-Niederlage gegen die Arizona Cardinals eine Knöchelverletzung zu und wurde daraufhin auf die Injured Reserve List gesetzt. Von dieser wurde er am 13. November 2021 wieder aktiviert. Am Ende der Saison konnte er 76 Tackles in 14 Spielen erzielen, damit hatte er die zweitmeisten Tackles des Teams.